# Olastjärnen, Dalarna
Olastjärnen är en sjö i Mora kommun i Dalarna och ingår i Dalälvens huvudavrinningsområde.